# Litauische Botschaft in Wien

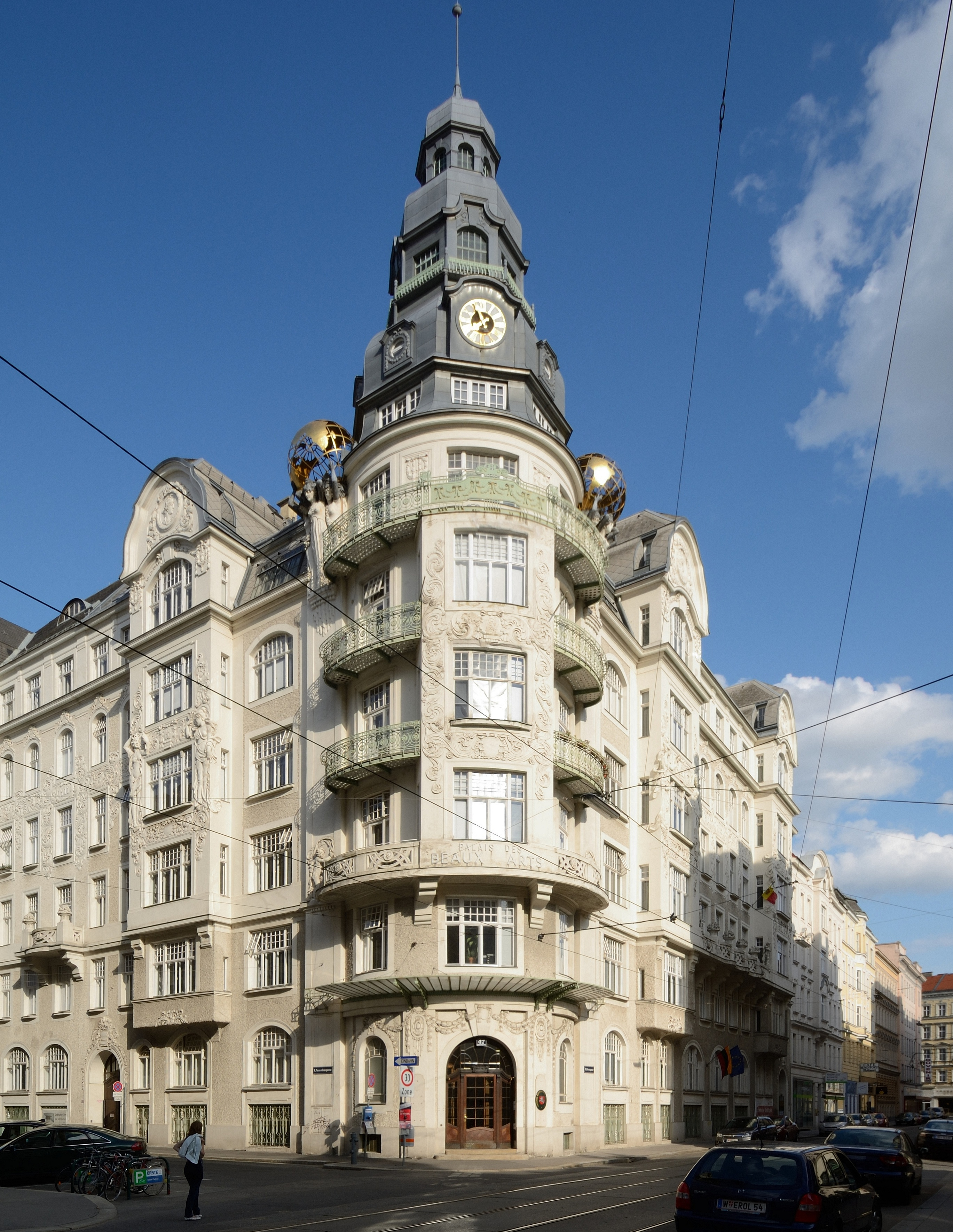
Litauische Botschaft im Wiener Palais des Beaux Arts

Die Litauische Botschaft in Wien ist die diplomatische Vertretung Litauens gegenüber der Republik Österreich sowie der in Wien ansässigen Organisationen der Vereinten Nationen.

## Botschaftsgebäude
Das Botschaftsgebäude befindet sich im Palais des Beaux Arts im 3. Wiener Gemeindebezirk Landstraße.

## Litauische Gesandte und Botschafter in Österreich
1924: Aufnahme diplomatischer Beziehungen
- 1924–1925: Vaclovas Sidzikauskas (1893–1973), ch.d.aff.
- 1925–1931: Vaclovas Sidzikauskas
- 1932–1938: Jurgis Šaulys (1879–1948) in Berlin

1938 bis 1994: Unterbrechung der Beziehungen
- 1994–1997: Rimantas Juozapas Tonkūnas (1934–2011)
- 1997–1998: Gintė Damušytė (* 1956), ch.d.aff.
- 1998–2001: Gintė Damušytė
- 2001–2006: Jonas Rudalevičius (* 1950)
- 2006–2012: Giedrius Puodžiūnas (* 1967)
- 2012–2012: Mindaugas Rukštelė (* 1970) ch.d.aff.
- 2012–2014: Edvilas Raudonikis (* 1972) ch.d.aff.
- 2014–2018: Loreta Zakarevičienė (1956–2022)
- 2018–2022: Donatas Kušlys (* 1971)
- 2022–: Lina Rukštelienė (* 1971)